# 7月30日
7月30日（しちがつさんじゅうにち）は、グレゴリオ暦で年始から211日目（閏年では212日目）にあたり、年末まであと154日ある。

## できごと
- 762年 - アッバース朝の新都としてアッバース朝のカリフマンスールバグダッドの街が建設される。
- 1419年 - 第一次プラハ窓外投擲事件。フス戦争の契機となる。
- 1570年（元亀元年6月28日） - 姉川の戦い。織田信長・徳川家康連合軍が浅井長政・朝倉義景連合軍を破る。
- 1609年 - タイコンデロガ（現在のニューヨーク州）でサミュエル・ド・シャンプランが原住民のイロコイ族と戦闘。その後のフランスのケベック植民地の基礎を作る[1]。
- 1629年 - イタリア・ナポリで地震。1万人が死亡。
- 1733年 - ヘンリー・プライスがアメリカのマサチューセッツで、フリーメイソンのグランドロッジを組織した。これは、イングランド、アイルランドに続く世界で3番目に古いものである。
- 1756年 - ロシア皇帝エリザヴェータの命によりバルトロメオ・ラストレッリが建築した現在のエカテリーナ宮殿が完成。
- 1811年 - メキシコ独立運動の指導者ミゲル・イダルゴがスペインの植民地政府により処刑。
- 1825年 - ライン諸島のマルデン島が英国海軍軍艦HMS Blondeの指揮官ジョージ・バイロン7世によって発見される。
- 1837年（天保8年6月28日） - モリソン号事件。日本人漂流民を乗せて浦賀に来航したアメリカの商船「モリソン号」に浦賀奉行が砲撃。
- 1864年 - 南北戦争: クレーターの戦い。
- 1907年 - 第一次日露協約調印。
- 1912年 - 明治天皇が崩御し、大正天皇が践祚。同日、元号を明治から大正に改元。
- 1916年 - 米ニュージャージー州ジャージーシティでブラック・トム大爆発が起こる。
- 1930年 - ウルグアイ・モンテビデオで第1回サッカー・ワールドカップの決勝が行われ、ウルグアイが優勝。
- 1932年 - 第10回夏季オリンピック・ロサンゼルス大会開幕。8月14日まで。
- 1932年 - 世界初の三色式テクニカラーによるカラー映画で、第1回アカデミー短編アニメ賞を受賞した、ウォルト・ディズニーの短編アニメーション『花と木』が公開。
- 1933年 - 日本で最初のグライダー滑空場となる霧ヶ峰グライダー滑空場が開場[2]。
- 1935年 - イギリスで、紙装本のペンギン・ブックスシリーズ (en:Penguin Books) の刊行開始。世界的なペーパーバックブームのきっかけとなる。
- 1938年 - 日ソ国境紛争: 張鼓峰事件が発生。第19師団が独断でソ連軍を攻撃するがソ連軍の反撃を受けて多大の損害を出した。8月11日の停戦協定の調印により事件は落着。
- 1945年 - 第二次世界大戦: 日本の伊号第五八潜水艦が、アメリカの巡洋艦インディアナポリスを撃沈。インディアナポリスは長崎へ投下予定の原爆部品の輸送後、単独でレイテ島へ向けて航海中だった。
- 1953年 - 力道山が日本プロレスの設立を発表するセレモニーを開催。
- 1954年 - エルヴィス・プレスリーが初めてプロとして演奏した。
- 1961年 - 東宝の怪獣映画『モスラ』が公開。
- 1965年 - アメリカの医療保険制度メディケアとメディケイドが創設。
- 1966年 - ウェンブリー・スタジアムで、開催国イングランドがドイツを破りサッカー・ワールドカップ優勝。
- 1969年 - ベトナム戦争: リチャード・ニクソン米大統領が南ベトナムを突然訪問し、グエン・バン・チュー大統領と会談。
- 1971年 - 岩手県雫石町上空で全日空機と自衛隊機が空中衝突。162人が死亡。（全日空機雫石衝突事故）
- 1971年 - アメリカの有人月宇宙船「アポロ15号」が月面着陸。初めて月面車が使われる。
- 1974年 - ウォーターゲート事件: リチャード・ニクソン米大統領が、最高裁判所で命じられていたホワイトハウスの録音テープを公表。
- 1975年 - 全米トラック運転組合元委員長ジミー・ホッファが失踪。マフィアに暗殺されたものとみられる。
- 1976年 - 日本共産党が自由と民主主義の宣言を採択。
- 1978年 - 730。沖縄県で自動車が右側通行から日本本土と同じ左側通行に変更。
- 1980年 - バヌアツがイギリス・フランス両国の共同統治より独立。
- 1982年 - 第二次臨時行政調査会が国鉄・電電・専売の三公社の分割民営化などの「増税なき財政再建」を答申[3]。
- 1987年 - 赤道ギニアでテオドロ・オビアン・ンゲマが赤道ギニア民主党を結成。
- 1988年 - 北陸自動車道の新潟県-富山県県境区間（朝日IC - 名立谷浜IC）が開通し全線開通。
- 1990年 - ゼネラルモーターズにより最初のサターンが完成[4]。
- 1991年 - ルチアーノ・パヴァロッティがロンドンのハイド・パークでデビュー30周年を記念し無料のオペラコンサートを開催。10万人を動員した[5]。
- 1992年 - トランス・ワールド航空843便大破事故。
- 1995年 - 八王子スーパー強盗殺人事件[6]。
- 1996年 - 将棋の羽生善治七冠が棋聖戦で敗れ、七冠独占が167日で途絶える。
- 1997年 - オーストラリア・スレドボで地滑り (en:1997 Thredbo landslide) 発生。18人死亡。
- 1998年 - 小渕恵三内閣発足[7]。
- 2002年 - アメリカで上場企業会計改革および投資家保護法（サーベンス・オクスリー法）が成立。
- 2003年 - 最後の「旧式」フォルクスワーゲン・ビートルがメキシコで出荷される。生産数2152万9464台は世界記録。
- 2004年 - 参議院議員・扇千景が女性初の参議院議長に就任。
- 2004年 - ベルギーの工具メーカーの敷地内で、ガスパイプラインから漏れたガスが爆発。死者16名、重傷約50名、軽傷約70名が発生した[8]。
- 2006年 - 42年間続いたBBCの音楽番組「トップ・オブ・ザ・ポップス」が最終回を迎える。
- 2006年 - レバノン侵攻: イスラエルによってカナ空爆が行われる。
- 2008年 - NASAは、無人探査機カッシーニでの観測の結果、土星の衛星タイタンに地球以外で初の液体が存在することが確認されたと発表。
- 2011年 - 米ワシントン州キトサップ郡ベインブリッジアイランドにおいて、『ベインブリッジ島日系アメリカ人排除記念碑』が開場される[9]。
- 2020年 - 郡山飲食店ガス爆発事故が発生し、1人死亡、19人負傷[10]。
- 2021年 - 東京オリンピック、フェンシング男子エペ団体で日本が優勝。日本フェンシング史上初の金メダルを獲得した[11]。
- 2025年 - カムチャツカ半島でM8.8の地震が発生。太平洋沿岸の県に津波警報及び津波注意報が発令された[12][13]。→2025年カムチャツカ半島地震
- 2025年 - 兵庫県丹波市で日本国内における史上最高気温となる41.2度を観測[14]。

## 誕生日

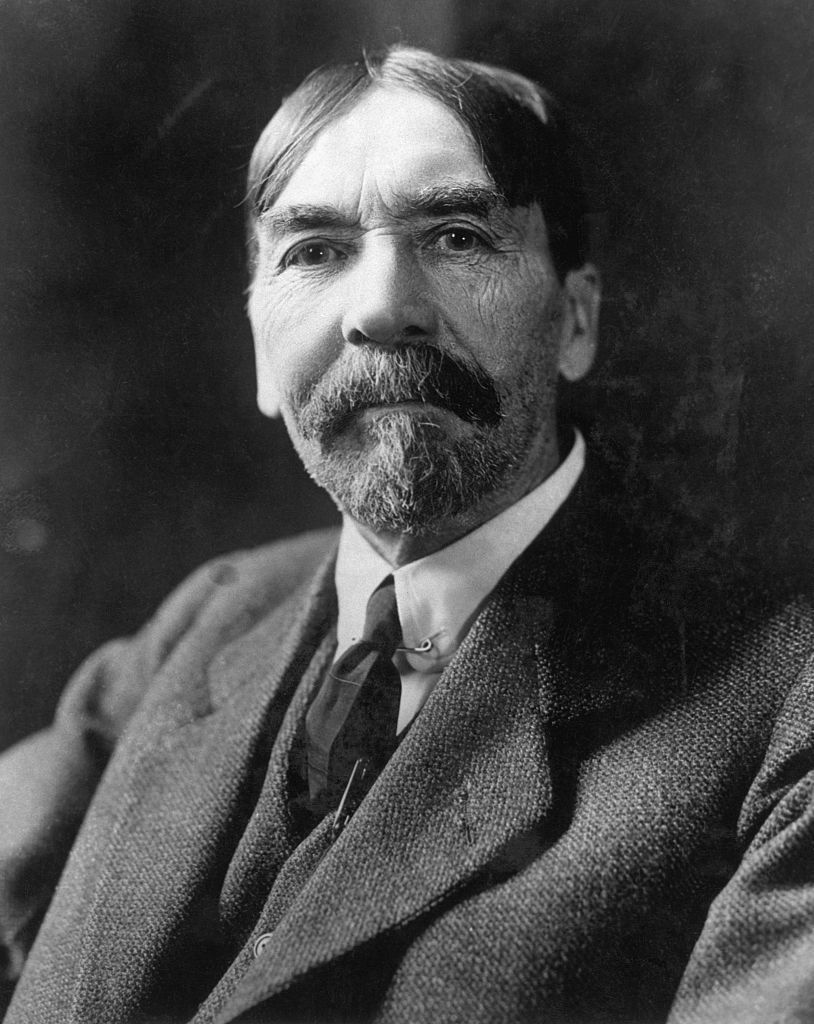
経済学者・社会学者、ソースティン・ヴェブレン(1857-1929)

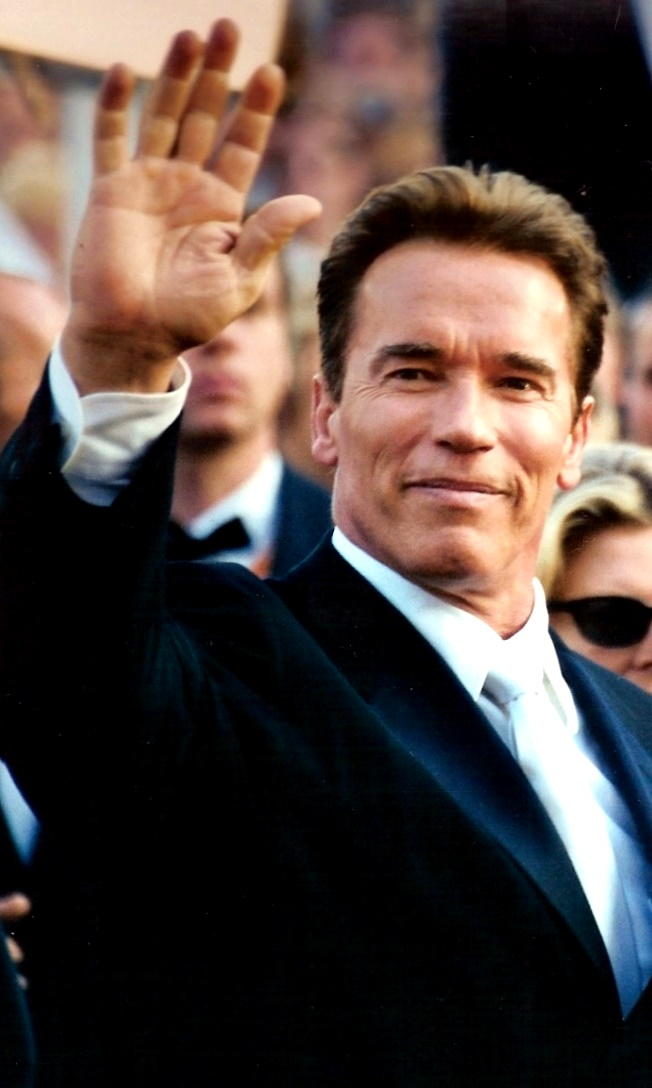
俳優・政治家、アーノルド・シュワルツェネッガー(1947-)

- 1511年 - ジョルジョ・ヴァザーリ、画家、建築家（+ 1574年）
- 1698年（元禄11年6月23日） - 立花貞俶、第5代柳河藩主（+ 1744年）
- 1737年（元文2年7月3日） - 相良頼央、第8代人吉藩主（+ 1759年）
- 1747年（延享4年6月23日） - 松平頼起、第7代高松藩主（+ 1792年）
- 1786年 - ゲオルク・アンドレアス・ガプラー、哲学者（+ 1853年）
- 1797年（寛政9年7月7日） - 堀直央、第9代村松藩主（+ 1861年）
- 1818年 - エミリー・ブロンテ、小説家（+ 1848年）
- 1828年（文政11年6月19日） - 大浦慶、女性貿易商（+ 1884年）
- 1838年（天保9年6月10日） - 村田経芳、陸軍軍人、村田銃の開発者（+ 1921年）
- 1844年（弘化元年6月16日） - 林研海、医学者（+1882年）
- 1846年（弘化3年6月8日） - 松平信書、第8代小島藩主（+ 1864年）
- 1857年（安政4年6月10日） - 牧野貞寧、第9代笠間藩主（+ 1916年）
- 1857年 - ソースティン・ヴェブレン、社会学者、経済学者（+ 1929年）
- 1863年 - ヘンリー・フォード、フォード社設立者（+ 1947年）
- 1868年 - アルフレッド・ヴェーバー、社会学者、経済学者（+ 1958年）
- 1876年 - 中村天風、ヨーガ行者（+ 1968年）
- 1876年 - 三島霜川、作家（+ 1934年）
- 1890年 - ケーシー・ステンゲル、元プロ野球選手（+ 1975年）
- 1897年 - 中河幹子、歌人、国文学者（+ 1980年）
- 1898年 - ヘンリー・ムーア、彫刻家（+ 1986年）
- 1899年 - 木内信胤、経済評論家（+ 1993年）
- 1899年 - ジェラルド・ムーア、ピアニスト（+ 1987年）
- 1913年 - 新美南吉、児童文学作家 （+ 1943年）
- 1914年 - 加藤省吾、作詞家（+2000年）
- 1914年 - 立原道造、詩人（+ 1939年）
- 1914年 - マイケル・モリス、第3代キラニン男爵、IOC第6代会長（+ 1999年）
- 1920年 - ヴァルター・シュック、ドイツ空軍のエース・パイロット（+2015年）
- 1921年 - 塩澤護、実業家、第8代養命酒製造社長（+2009年）
- 1924年 - 田名網英二、元プロ野球選手（+ 1988年）
- 1924年 - 石川尚任、元プロ野球選手
- 1928年 - 荒井注、タレント（元ザ・ドリフターズ）（+ 2000年）
- 1930年 - 井上慎一、元プロ野球選手
- 1934年 - 西村公佑、競輪選手
- 1934年 - バド・セリグ、コミッショナー
- 1935年 - 市川治彦、元プロ野球選手
- 1935年 - 玉置勝彦、ヴィオラ奏者、指揮者（+2014年）
- 1936年 - バディ・ガイ、ギタリスト、歌手
- 1937年 - 森一夫、理科教育学者、教育評論家
- 1937年 - ミヒャエル・フォン・ビール、作曲家、チェリスト、グラフィックアーティスト
- 1938年 - 千田隼生、俳優（+2020年）
- 1940年 - 斎藤晴彦、俳優（+ 2014年）
- 1941年 - ポール・アンカ、歌手、作曲家
- 1943年 - 清水透、歴史学者、慶應義塾大学名誉教授
- 1944年 - 芝本正、俳優、演出家（+ 2018年）
- 1944年 - 村田吉隆、政治家、大蔵官僚
- 1945年 - デイヴィッド・サンボーン、ミュージシャン（+2024年）
- 1946年 - ヤン・ネーデルフェーン・ピーテルス、社会学者
- 1947年 - アーノルド・シュワルツェネッガー、俳優、元カリフォルニア州知事
- 1947年 - 西岸良平、漫画家
- 1947年 - 外山義明、元プロ野球選手（+ 1991年）
- 1947年 - 古賀一成、衆議院議員
- 1947年 - フランソワーズ・バレ＝シヌシ、ウイルス学者
- 1948年 - ジャン・レノ、俳優
- 1948年 - 山口富夫、元プロ野球選手
- 1948年 - 斎藤芳明、元プロ野球選手
- 1949年 - 甲賀真理子、ファッションデザイナー
- 1950年 - フランク・スタローン、俳優、歌手
- 1953年 - 平沢隆好、元プロ野球選手
- 1955年 - 澤田純、実業家
- 1955年 - 土屋和之、録音技師
- 1955年 - 小長井義正、政治家
- 1957年 - 戸部けいこ、漫画家（+ 2010年）
- 1957年 - 堀内賢雄、声優
- 1957年 - クリント・ハードル、元プロ野球選手、監督
- 1958年 - ケイト・ブッシュ、ミュージシャン
- 1958年 - デイリー・トンプソン、陸上選手
- 1958年 - 日垣隆、ジャーナリスト、ノンフィクションライター
- 1958年 - 大八木弘明、元陸上競技選手、駒澤大学陸上競技部総監督
- 1960年 - 石田登星、俳優
- 1961年 - ローレンス・フィッシュバーン、俳優
- 1962年 - 両国梶之助、元大相撲力士、年寄13代境川
- 1963年 - リサ・クドロー、女優
- 1964年 - ユルゲン・クリンスマン、元サッカー選手、監督
- 1966年 - ABEDON、ミュージシャン（UNICORN）
- 1966年 - 阿部耕作、ドラマー（元ザ・コレクターズ）
- 1966年 - 柴田善臣、騎手
- 1966年 - 野咲たみこ、元アイドル
- 1966年 - 熊澤秀浩、元プロ野球選手
- 1967年 - 服部裕昭、元プロ野球選手
- 1968年 - 清原久美子、アナウンサー
- 1968年 - ショーン・ムーア、ミュージシャン（マニック・ストリート・プリーチャーズ）
- 1968年 - 七月鏡一、漫画原作者
- 1968年 - 馬越嘉彦、アニメーター、キャラクターデザイナー
- 1969年 - 志村香、元歌手、元タレント
- 1969年 - 尾藤強、高校野球指導者
- 1969年 - サイモン・ベイカー、俳優
- 1969年 - 石井哲也、元アナウンサー
- 1970年 - 氏家恵、女優
- 1970年 - 古今亭今輔 (6代目)、落語家
- 1970年 - クリストファー・ノーラン、映画監督
- 1971年 - 中井伸之、元プロ野球選手
- 1971年 - 長谷川雅紀、お笑いタレント（錦鯉）
- 1971年 - 宮谷理香、ピア二スト
- 1971年 - 福島弘和、作曲家、編曲家、オーボエ奏者
- 1972年 - ダニエラ・スミス、プロボクサー
- 1973年 - 渡邉晴智、競輪選手
- 1974年 - 坂田精二郎、元野球選手
- 1974年 - 谷村逸郎、元野球選手
- 1974年 - 石田威仁、元プロ野球選手
- 1974年 - 大竹七未、元サッカー選手、指導者
- 1974年 - 大竹夕魅、元サッカー選手
- 1974年 - 中村公輔、ミュージシャン、作曲家、編曲家
- 1974年 - ヒラリー・スワンク、俳優
- 1975年 - 内水融、漫画家
- 1976年 - 市川ヒロシ、漫画家
- 1977年 - 永山尚太、歌手
- 1977年 - ヒライシカズ美、女優、グラビアアイドル、ネットアイドル
- 1978年 - 大佑、ミュージシャン（蜉蝣、the studs）（+ 2010年）
- 1978年 - 板倉香、モデル、女優
- 1978年 - 金谷剛、元プロ野球選手
- 1979年 - 小林千恵、NHKアナウンサー
- 1980年 - 上原彩子、ピアニスト
- 1980年 - ジャスティン・ローズ、プロゴルファー
- 1982年 - ビクトリア・ボルチコワ、フィギュアスケート選手
- 1982年 - 古閑美保、プロゴルファー
- 1982年 - 天野千尋、映画監督、脚本家
- 1982年 - 中村詩織、食育普及活動家
- 1983年 - 藤本つかさ、女優、プロレスラー
- 1983年 - 深澤季生、野球指導者、元プロ野球選手
- 1984年 - 渡辺奈緒子、女優
- 1984年 - 木村良平、声優
- 1984年 - 小川美佳、ものまねタレント
- 1985年 - 片岡信和、俳優
- 1985年 - 森川七月、ジャズ歌手
- 1985年 - 徳満真紀子、ローカルアイドル（サンフラワー）
- 1985年 - 溝口香奈、競輪選手
- 1985年 - ルカ・ラノッテ、フィギュアスケート選手
- 1985年 - 一ノ瀬ワタル、俳優
- 1986年 - 海老原まどか、プロボクサー、総合格闘家、ボディビルダー
- 1986年 - 千葉直人、元騎手、調教助手
- 1986年 - 丸木唯、元プロ野球選手
- 1986年 - 高橋友理、元アナウンサー
- 1986年 - 安藤絵里菜、タレント
- 1986年 - 植野堀誠、タレント
- 1987年 - 大田原隆太、元プロ野球選手
- 1987年 - SEIKIN、YouTuber
- 1987年 - 七沢心、声優
- 1987年 - 矢澤りえか、元タレント、元声優
- 1987年 - ねこクラゲ、イラストレーター、漫画家
- 1988年 - 山田大樹、元プロ野球選手
- 1988年 - クリストファー・トレフィル、フィギュアスケート選手
- 1988年 - メロディー洋子、ファッションモデル、タレント
- 1989年 - アレイシ・エスパルガロ、オートバイレーサー
- 1989年 - ジェシー・ハン、プロ野球選手
- 1990年 - 磯美沙紀、タレント
- 1990年 - 堀畑裕也、水泳選手
- 1990年 - コリー・エヴァンス、サッカー選手
- 1990年 - ブライアン・ウォルターズ、ファッションモデル、タレント
- 1990年 - 渡辺優里奈、声優
- 1991年 - イダ・ボバック、オリエンテーリング選手
- 1992年 - 小島秀仁、サッカー選手
- 1993年 - 宮崎美穂、タレント（元AKB48）
- 1993年 - 田中陽子、サッカー選手
- 1993年 - 富樫勇樹、バスケットボール選手
- 1994年 - 山田みなみ、ファッションモデル
- 1994年 - 井田彩花、ダンサー、タレント
- 1994年 - 柿澤貴裕、元プロ野球選手
- 1994年 - 角谷暁子、アナウンサー
- 1994年 - 一ツ山里紗、ファッションモデル
- 1995年 - 高橋紗妃、女優
- 1996年 - 小瀧望、アイドル（WEST.）
- 1996年 - 白井美沙紀、元バレーボール選手
- 1997年 - 金子拓郎、サッカー選手
- 1997年 - 三井理陽、俳優
- 1998年 - 高橋良、バレーボール選手
- 1998年 - 原輝綺、サッカー選手
- 1998年 - 寺島成輝、元プロ野球選手
- 1999年 - 西村淳也、騎手
- 2000年 - 水野達稀、プロ野球選手
- 2000年 - 芳賀日陽、サッカー選手
- 2001年 - あかせあかり、コスプレイヤー
- 2001年 - 橋本寛太、プロアイスホッケー選手
- 2001年 - 岩井俊介、プロ野球選手
- 2002年 - 川﨑皇輝、アイドル（ジュニア、少年忍者)
- 2003年 - 河西結心、アイドル（つばきファクトリー)
- 2003年 - 山川拓馬、陸上競技選手
- 2004年 - 市川聡悟、サッカー選手
- 2005年 - 寺澤徠稀、タレント
- 2005年 - VJ・エッジコム、バスケットボール選手
- 生年不詳 - 香魚子、漫画家
- 生年不詳 - 来瀬ナオ、漫画家
- 生年不詳 - 櫻林子、漫画家（橘水樹&櫻林子）
- 生年不詳 - 藤馬かおり、漫画家
- 生年不詳 - 夏目イサク、漫画家
- 生年不詳 - Lapis Lazuli、元漫画家
- 生年不詳 - 神谷圭介、脚本家（テニスコート）、イラストレーター
- 生年不詳 - 波野夏花、声優
- 生年不詳 - 大野貴史、声優

## 忌日

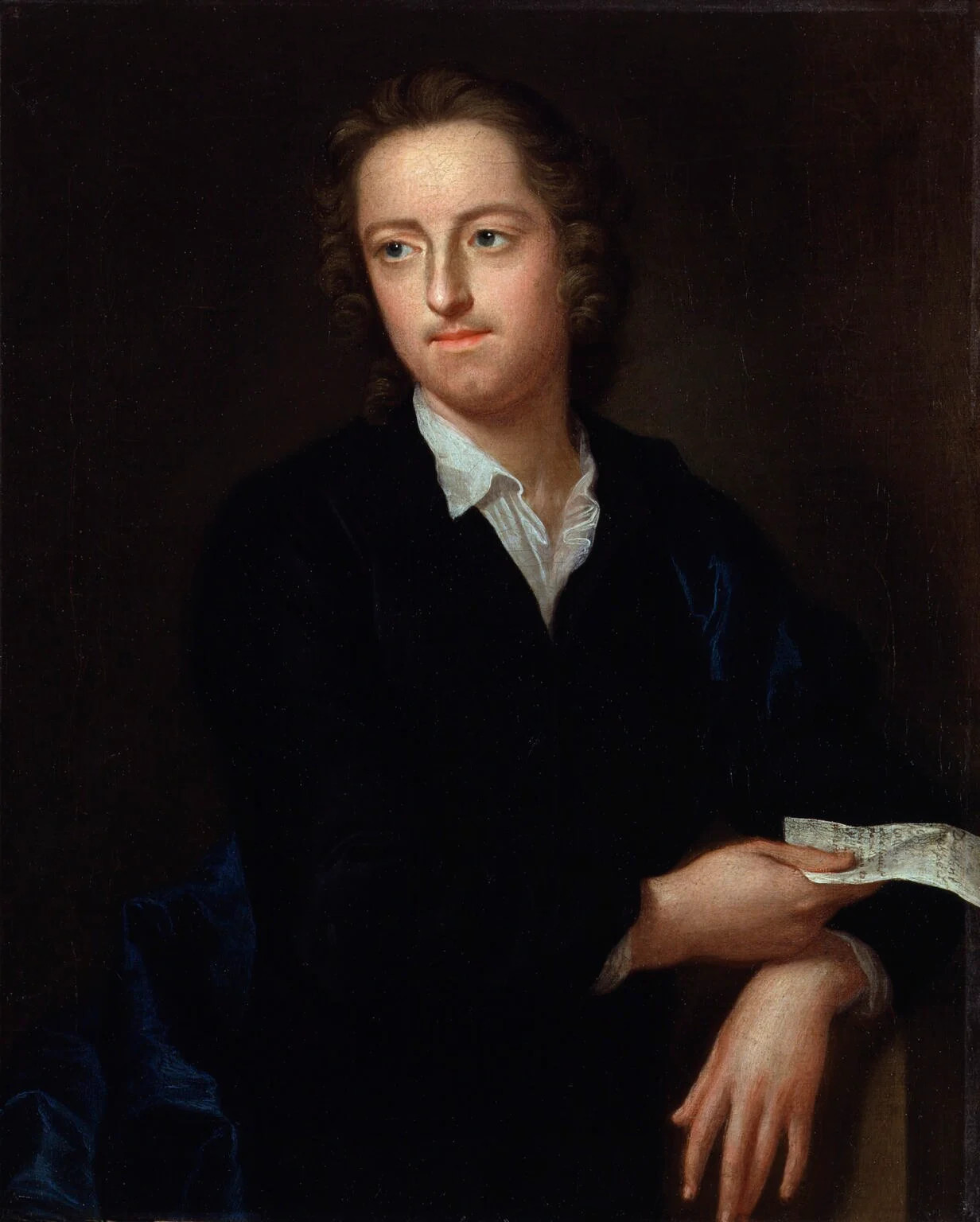
詩人トマス・グレイ(1716-1771)没。

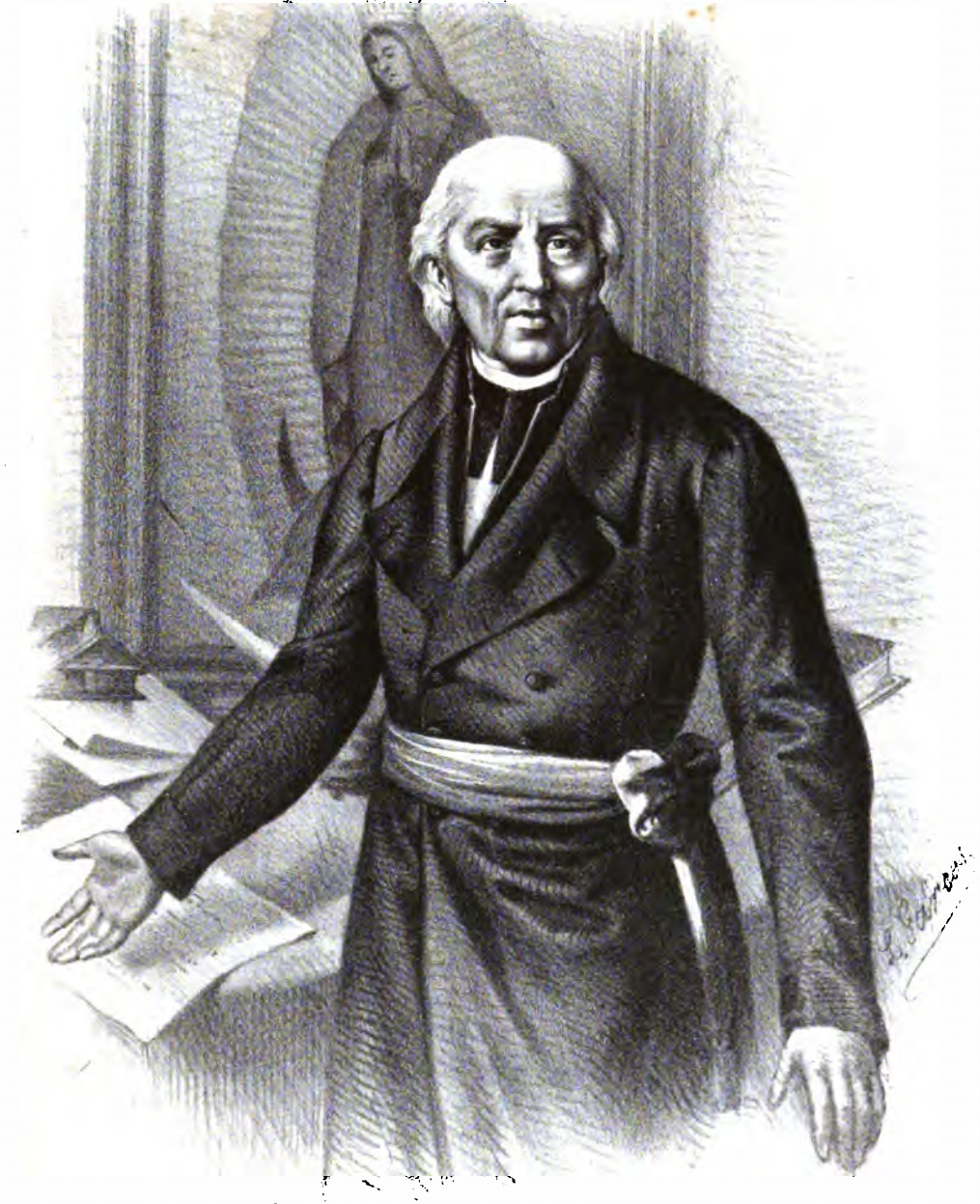
メキシコ独立運動初期の指導者、ミゲル・イダルゴ(1753-1811)銃殺。

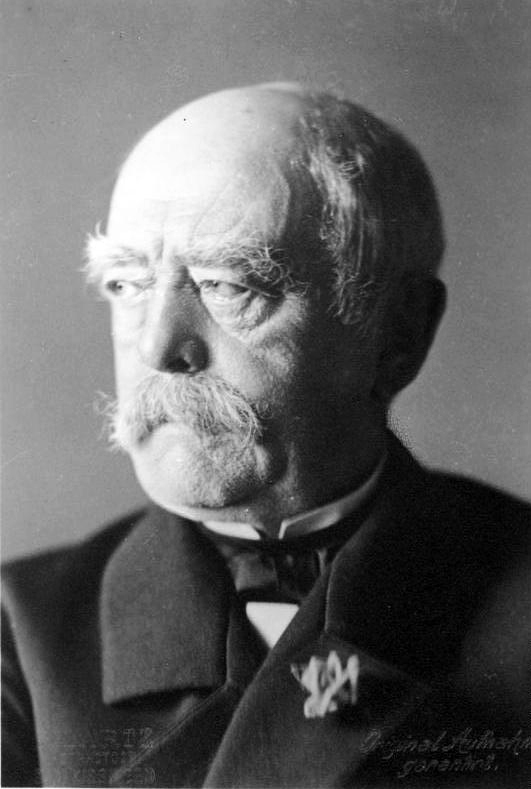
ドイツ帝国初代首相オットー・フォン・ビスマルク(1815-1898)没。

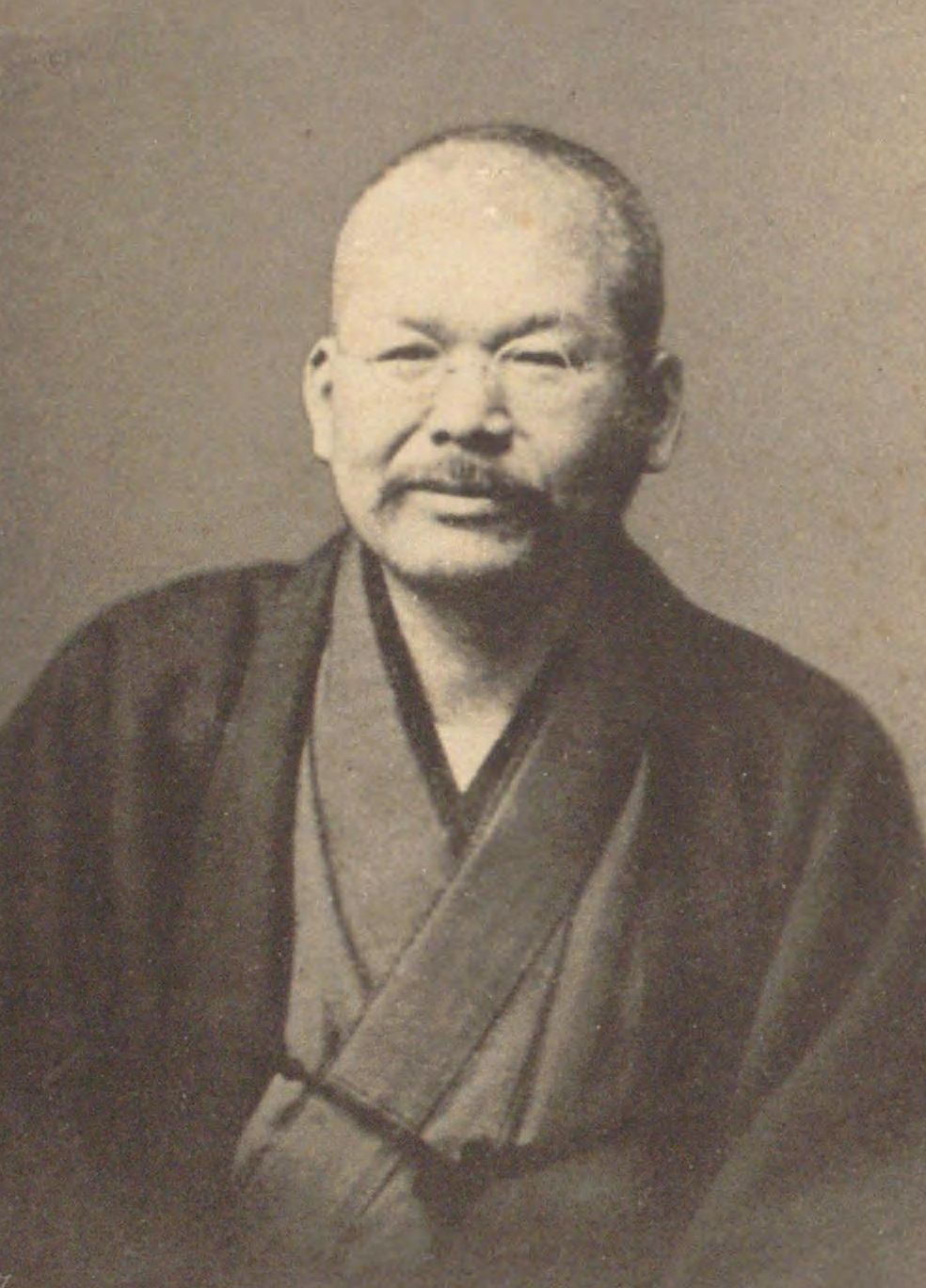
歌人・小説家、伊藤左千夫(1864-1913)没。

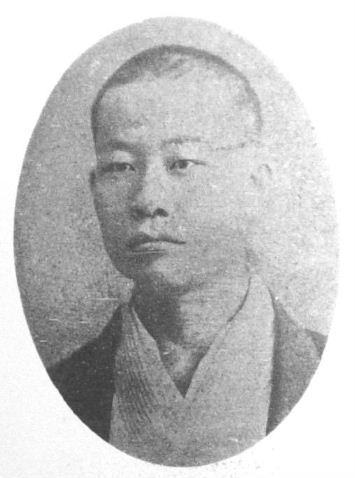
作家幸田露伴(1867-1947)没。

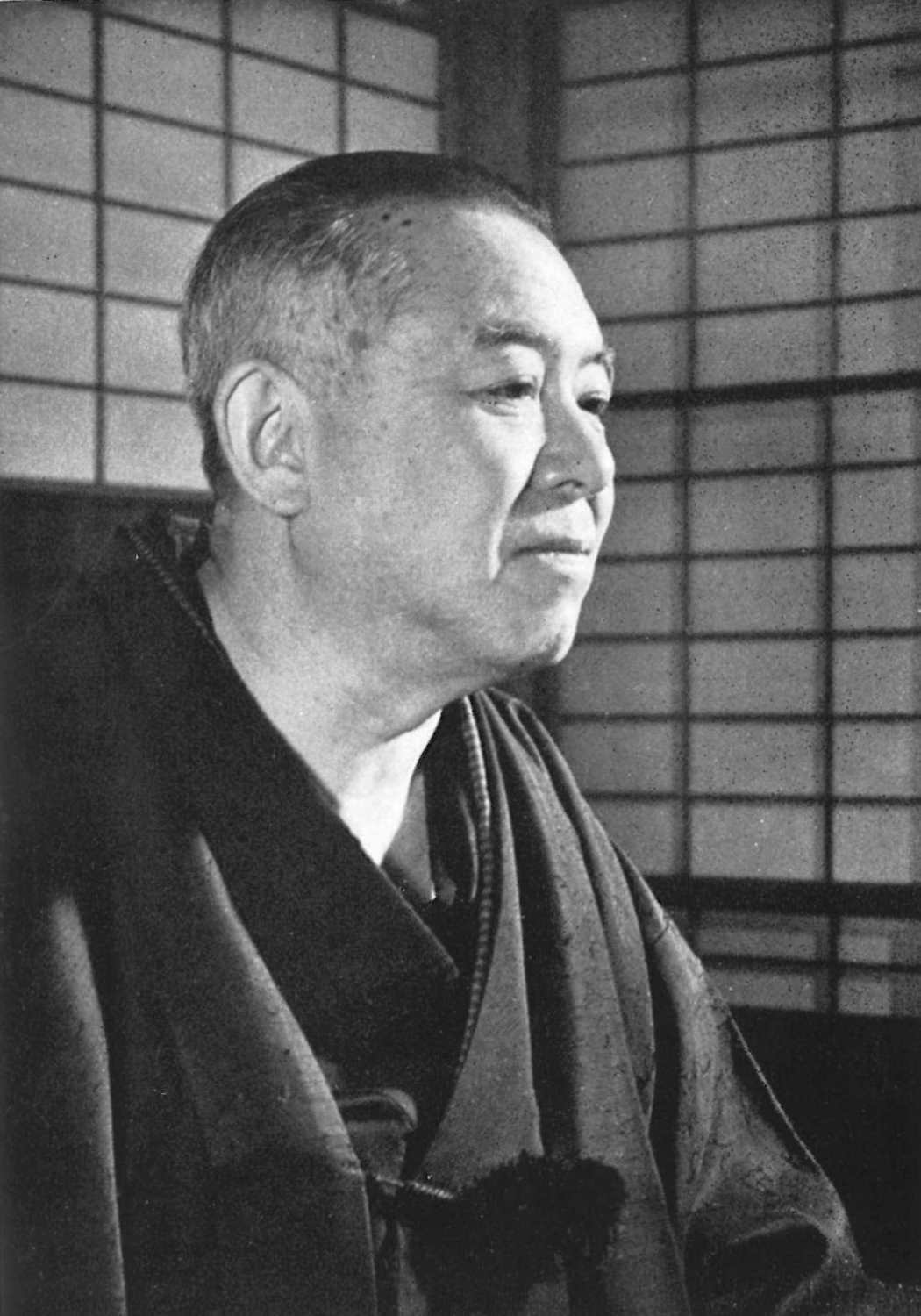
作家谷崎潤一郎(1886-1965)没。

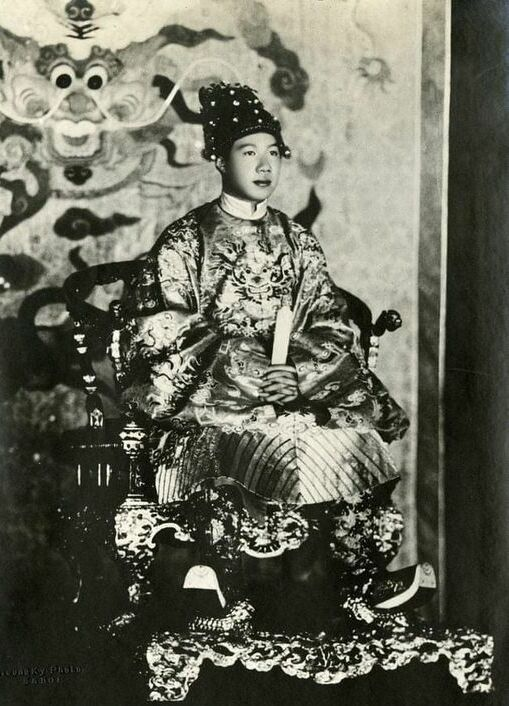
阮朝（ベトナム）最後の皇帝バオ・ダイ(1913-1997)没。

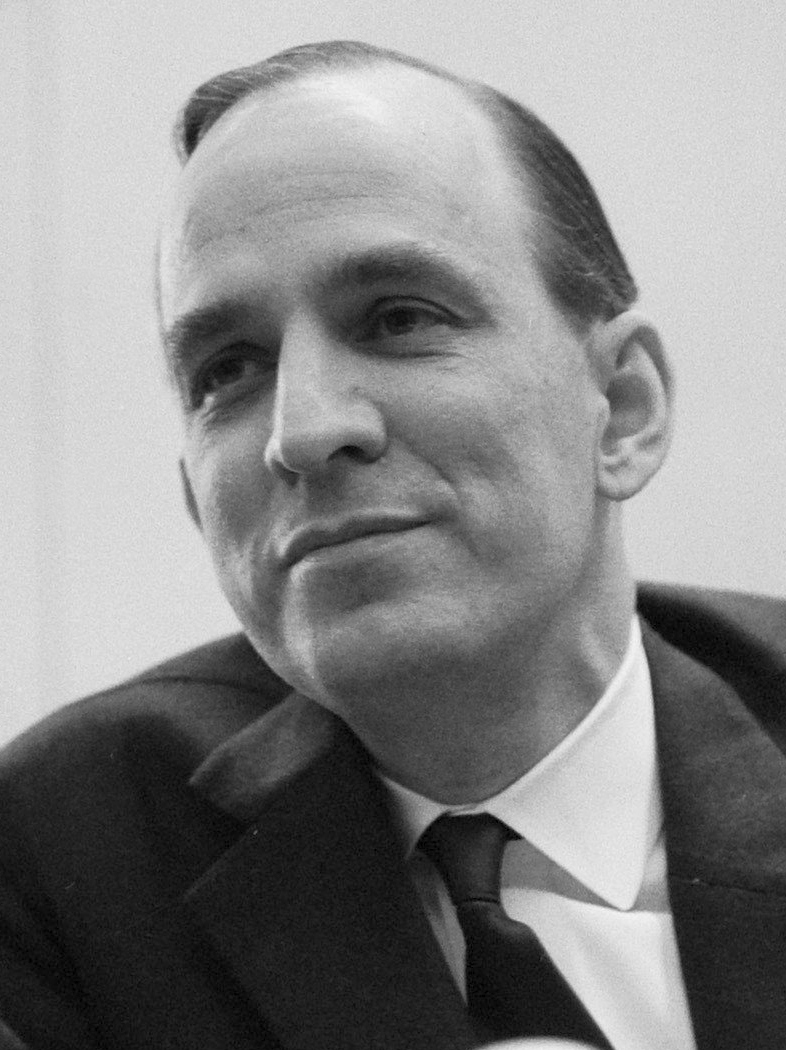
映画監督イングマール・ベルイマン(1918-2007)没。

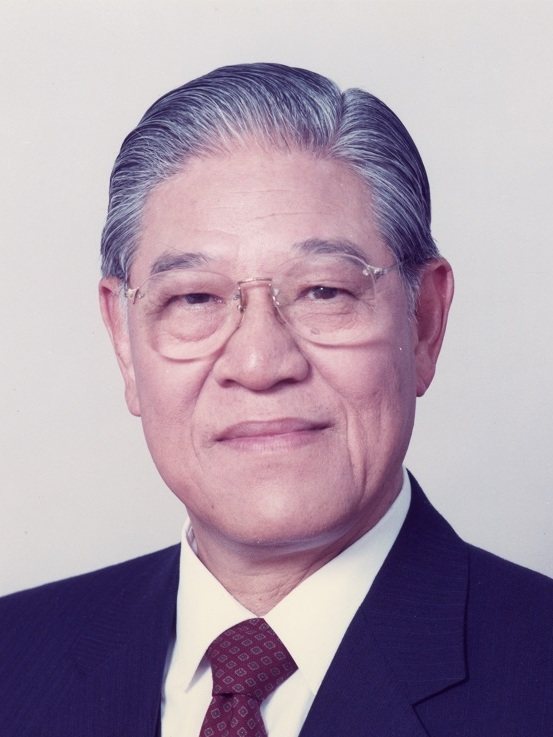
台湾の政治家李登輝(1923-2020)没。本省人初の台湾（中華民国）総統。

- 579年 - ベネディクトゥス1世、第62代ローマ教皇（* 生年不詳）
- 1062年（康平5年6月22日） - 藤原茂子、後三条天皇の皇太子時代の妃（* 生年不詳）
- 1566年 - ギヨーム・ロンドレ、解剖学者、博物学者（* 1507年）
- 1569年（永禄12年6月17日） - 黄梅院、北条氏政の正室（* 1543年）
- 1683年 - マリー・テレーズ・ドートリッシュ、フランス王ルイ14世王妃（* 1638年）
- 1718年 - ウィリアム・ペン、ペンシルベニア州創立者（* 1644年）
- 1746年 - フランチェスコ・トレヴィザーニ、画家（* 1656年）
- 1771年 - トマス・グレイ、詩人（* 1716年）
- 1811年 - ミゲル・イダルゴ、メキシコ独立革命の指導者（* 1753年）
- 1826年（文政9年6月26日） - 松平乗保、江戸幕府老中、岩村藩主（* 1748年）
- 1833年（天保4年6月14日） - 津軽寧親、第9代弘前藩主（* 1765年）
- 1852年（嘉永5年6月14日） - 帆足万里、儒学者（* 1778年）
- 1866年 - カミーユ＝メルシオール・ジベール、皮膚科医（* 1797年）
- 1885年 - ルイ・ルロワ、版画家、批評家（* 1812年）
- 1889年 - マイルズ・ジョセフ・バークリー、植物学者、植物病理学者、聖職者（* 1803年）
- 1894年 - ウォルター・ペイター、批評家、作家（* 1839年）
- 1898年 - オットー・フォン・ビスマルク、ドイツ宰相（* 1815年）
- 1898年 - ジョン・ケアード、哲学者（* 1820年）
- 1898年 - 東京亭猫八、物真似師（* 1843年）
- 1900年 - アルフレート、第3代ザクセン＝コーブルク＝ゴータ公（* 1844年）
- 1912年 - 明治天皇、第122代天皇（* 1852年）
- 1913年 - 伊藤左千夫、歌人（* 1864年）
- 1919年 - 緒方正規、衛生学者、細菌学者、元東京帝国大学医科大学学長（*
- 53年）
- 1927年 - 村井弦斎、ジャーナリスト（* 1864年）
- 1930年 - ジョアン・ガンペール、FCバルセロナ創設者、サッカー選手（* 1877年）
- 1941年 - フーゴ・ベッカー、チェリスト（* 1864年）
- 1941年 - ミッキー・ウェルチ、プロ野球選手（* 1859年）
- 1945年 - 阿瀬泰次郎、野球選手（* 生年不詳）
- 1947年 - 幸田露伴、作家（* 1867年）
- 1958年 - 俵国一、冶金学者（* 1872年）
- 1965年 - 谷崎潤一郎、作家 （* 1886年）
- 1967年 - リーガル万吉、漫才師（* 1894年）
- 1968年 - ヨン・レイフス、作曲家（* 1899年）
- 1970年 - ジョージ・セル、指揮者（* 1897年）
- 1975年 - ジェイムズ・ブリッシュ、SF作家（* 1921年）
- 1976年 - ルドルフ・カール・ブルトマン、聖書学者（* 1884年）
- 1976年 - 衣笠十四三、映画監督（* 1900年）
- 1978年 - ウンベルト・ノビレ、探検家、軍人（* 1885年）
- 1980年 - 本田親男、ジャーナリスト、実業家（* 1899年）
- 1984年 - 今日出海、小説家（* 1903年）
- 1985年 - ジュリア・ロビンソン、数学者（* 1919年）
- 1986年 - 常木建男、アナウンサー（* 1931年）
- 1987年 - ミシェル・タピエ、美術評論家、キュレーター、収集家（* 1909年）
- 1987年 - 江本三千年、アナウンサー（* 1922年）
- 1991年 - 吉田光邦、科学史家、京都大学名誉教授（* 1921年）
- 1992年 - ジョー・シャスター（英語版）、アメコミ作家、スーパーマン共同創作者（* 1914年）
- 1996年 - クローデット・コルベール、女優（* 1903年）
- 1996年 - 長谷有洋、声優、俳優（* 1965年）
- 1997年 - バオ・ダイ、ベトナム阮朝最後の皇帝（* 1913年）
- 1998年 - 中川良一、航空技術者、自動車技術者、誉エンジン設計主任（* 1913年）
- 1999年 - 古田昌幸、野球選手（* 1933年）
- 2000年 - 吉田清治、文筆家（* 1913年）
- 2000年 - 寺田瀧雄、作曲家（* 1931年）
- 2001年 - 斎藤徹郎、官僚、旧北海道開発庁最後の事務次官（*1945年）
- 2002年 - 松田由太郎、騎手・競走馬調教師（* 1909年）
- 2002年 - 森田喜美男、政治家、元東京都日野市長（* 1911年）
- 2002年 - 岡田正泰、ヤクルトスワローズ私設応援団「ツバメ軍団」団長（* 1931年）
- 2002年 - 陸奥嵐幸雄、元大相撲関脇、年寄3代安治川（* 1943年）
- 2003年 - 石本雅男、法学者（* 1902年）
- 2003年 - サム・フィリップス (Sam Phillips)、音楽プロデューサー（* 1923年）
- 2005年 - 喜多野徳俊、医師、郷土史家（* 1911年）
- 2005年 - 初村滝一郎、政治家（* 1913年）
- 2005年 - 小濱新次、政治家（* 1915年）
- 2005年 - ジョン・ガラン、スーダン副大統領、スーダン人民解放軍最高司令官（* 1945年）
- 2006年 - 石村善助、法学者、東京都立大学名誉教授（* 1924年）
- 2006年 - 森三平太、俳優（* 1927年）
- 2007年 - ミケランジェロ・アントニオーニ、映画監督（* 1912年）
- 2007年 - 渡辺護、音楽学者、クラシック音楽評論家（* 1915年）
- 2007年 - イングマール・ベルイマン、映画監督 （* 1918年）
- 2007年 - 犀川一夫、医師、国立療養所沖縄愛楽園名誉園長（* 1918年）
- 2007年 - ビル・ウォルシュ、アメリカンフットボール指導者（* 1931年）
- 2007年 - 小田実、作家、市民運動家（* 1932年）
- 2007年 - 丹野毅、実業家、元日立化成工業（現レゾナック）社長（* 1935年）
- 2008年 - アルフォンソ・ダンテス、プロレスラー（* 1943年）
- 2009年 - 野崎泰一、プロ野球選手（* 1923年）
- 2009年 - 露崎元弥、プロ野球審判員、プロボクサー（* 1928年）
- 2009年 - 呂鴛九、政治家（* 1928年）
- 2009年 - 米谷美久、光学技術者、元オリンパス光学工業常務（* 1933年）
- 2012年 - 内山裕一、政治家、元新潟県三条市長（* 1928年）
- 2012年 - メイヴ・ビンキー、小説家（* 1939年）
- 2013年 - 竹内実、中国文学研究者、京都大学名誉教授（* 1923年）
- 2013年 - アントニ・ラマレッツ、サッカー選手（* 1924年）
- 2013年 - 松尾官平、政治家（* 1927年）
- 2013年 - ロバート・ニーリー・ベラー、宗教社会学者（* 1927年）
- 2013年 - 六代目笑福亭松喬、落語家（* 1951年）
- 2014年 - ディック・スミス、メイクアップアーティスト（* 1922年）
- 2014年 - 嶋正彦、実業家、丸善石油（現コスモ石油）元社長（* 1923年）
- 2014年 - ロバート・デュー、映画監督、文筆家（* 1924年）
- 2014年 - 土井大助、詩人、劇作家、社会運動家（* 1927年）
- 2014年 - フリオ・グロンドーナ、元アルゼンチンサッカー協会会長（* 1931年）
- 2014年 - 山田昭男、実業家、演出家、未来工業創業者（* 1931年）
- 2014年 - 仲村秀生、声優、ナレーター（* 1935年）
- 2015年 - 滝本安克、実業家、元ナカバヤシ社長（* 1924年）
- 2015年 - アリーナ・フルザーノワ、フィギュアスケート選手（* 1931年）
- 2015年 - リン・アンダーソン、カントリーミュージックシンガー（* 1947年）
- 2015年 - ロディ・パイパー、プロレスラー、俳優（* 1954年）
- 2016年 - グロリア・デ・ヘイヴン、女優、歌手（* 1925年）
- 2016年 - 柳瀬尚紀、英文学者、翻訳家、随筆家（* 1943年）
- 2016年 - 吉野ゆりえ、ダンサー（* 1968年）
- 2018年 - 美村あきの、漫画家（* 1958年）
- 2020年 - 加藤曻、海軍軍人、元海軍中尉（* 1922年）
- 2020年 - 李登輝、政治家、第4代中華民国総統（* 1923年）
- 2020年 - 外山滋比古、英文学者、評論家、エッセイスト、お茶の水女子大学名誉教授（* 1923年）
- 2020年 - 田中利光、作曲家、国立音楽大学名誉教授、キエフ・チャイコフスキー音楽大学名誉教授（* 1930年）
- 2020年 - ハーマン・ケイン、実業家、コラムニスト、政治家、ラジオショーホスト（* 1945年）
- 2020年 - 四代目旭堂南陵、講談師（* 1949年）
- 2020年 - マーク・ロコ（初代ブラック・タイガー）、プロレスラー、元WWFジュニアヘビー級王者（* 1951年）
- 2021年 - 缶文雄、実業家、元芦森工業社長（* 1941年）
- 2021年 - ヨハン・ファン・ゼイル、実業家、元トヨタ モーター ヨーロッパ社長（* 1958年）
- 2022年 - ソフィア・ロハス、スーパーセンテナリアン（* 1907年）
- 2022年 - 斎賀秀夫、国語学者、大妻女子大学名誉教授（* 1925年）
- 2022年 - パット・キャロル、女優、声優（* 1927年）
- 2022年 - ニシェル・ニコルズ、女優、歌手、声優（* 1932年）
- 2022年 - 小林清志、声優、俳優、ナレーター（* 1933年）
- 2022年 - 平林千牧、経済学者、元法政大学総長（* 1935年）
- 2022年 - イマイヒヅル、漫画家（* 生年不詳）
- 2023年 - ゴードン・コンウェイ、農業生態学者、元ロックフェラー財団会長、元王立地理学会会長（* 1938年）
- 2023年 - ポール・ルーベンス、コメディアン、俳優（* 1952年）
- 2023年 - 薛珠麗、演出家、翻訳家、通訳（* 1970年）
- 2024年 - グンナル・トンクイスト、物理学者、色彩研究者（* 1925年）
- 2024年 - 田草川弘、作家、ジャーナリスト（* 1934年）
- 2024年 - 阿南準郎、プロ野球選手、監督（* 1937年）
- 2025年 - 川村龍夫、芸能プロモーター（* 1941年）

### 人物以外（動物など）
- 2019年 - ディープインパクト、競走馬（* 2002年）

## 記念日・年中行事
- 黒石ねぷた祭り（ 日本）
毎年7月30日から8月5日まで、青森県黒石市で開催されるお祭り。黒石ではかつてねぷたの行事を「七夕祭」と呼んでおり、江戸時代の「山田家記」（天明6年1786年）に「七夕祭り、例年の通り賑々しく」と記載が残っている。黒石には古くから人形ねぷたと扇ねぷたの両方があり、人形ねぷたの作り方に独特なものがみられる[15]。
- 住吉大社「宵宮祭」（ 日本）
毎年7月30日～8月1日に、大阪府大阪市の住吉大社で『住吉祭』が執り行なわれる。住吉祭は、生玉夏祭、天神祭と並ぶ大阪三大夏祭りの一つで、7月30日は宵宮祭が行われる。
- 明治天皇祭（ 日本）
明治天皇は1912年（明治45年）7月29日22時43分に崩御されたが、皇族会議による公式発表では2時間後の7月30日崩御とされた。1913年（大正2年）から1926年（大正15年）までは祭日だった。
- プロレス記念日（ 日本）
1953年のこの日に力道山が日本プロレスリング協会を結成したことに由来[16]。
- 梅干の日（ 日本）
和歌山県みなべ町の東農園が制定。日付は、「梅干しを食べると難が去る」と昔から言われてきたことから「なん(7)がさ(3)る(0)」の語呂合わせ[17]。
- 東北自動車道全通記念日（ 日本）
1986年（昭和61年）のこの日、青森県の碇ヶ関IC - 十和田湖ICまでが開通し、埼玉県川口市と青森県青森市を結ぶ全長674kmの東北自動車道が全通開通した[18]。東日本の交通を支える日本最長の高速道路である。
- 独立記念日（ バヌアツ）
1980年のこの日、英仏共同統治領であったニューヘブリデス諸島がバヌアツ共和国として独立した。
- 人身取引反対世界デー（ 国際連合）
国連が、人身取引は過去のものではないということを喚起するため、2014年に制定[19]。